# Pragmatik (Linguistik)
Pragmatik oder Pragmalinguistik (von altgriechisch πρᾶγμα pragma, deutsch ‚Handlung‘, ‚Sache‘) ist ein Teilgebiet der Allgemeinen Sprachwissenschaft. Die Pragmatik untersucht die kontextabhängigen und nicht-wörtlichen Aspekte sprachlicher Bedeutung, die erst bei der Verwendung sprachlicher Ausdrücke entstehen, also in der Situation der Äußerung. Hierzu gehört auch die Frage, wie durch die Verwendung von Ausdrücken in einem Situationskontext ein Sprechakt zustande kommt, also wie Menschen bereits durch den Gebrauch von Sprache Handlungen verwirklichen.
Der Begriff Pragmatik wurde in der Tradition der Semiotik geprägt. In der Linguistik wird die Pragmatik üblicherweise als ein eigenständiges Teilgebiet der Allgemeinen Sprachwissenschaft neben Phonetik, Phonologie, Lexikologie, Morphologie, Syntax und Semantik aufgezählt. Hierbei ist besonders das Verhältnis zwischen Pragmatik und Semantik (Theorie der kontextunabhängigen Ausdrucksbedeutung) ein viel untersuchtes und umstrittenes Thema. Teilweise wird auch für eine Einheit dieser beiden Gebiete argumentiert. Andererseits wird ein deutlicher Unterschied insofern gezogen als die Pragmatik, im Gegensatz zur Semantik, nicht zur Grammatik gezählt wird.

## Einführung
Die Pragmatik untersucht als linguistische Teildisziplin den Gebrauch von Äußerungen in einer konkreten Äußerungssituation (Kommunikationssituation). Der Begriff geht auf die Semiotik von Charles W. Morris zurück, der in seinem semiotischen Modell eine Beziehung zwischen Zeichen und Zeichenbenutzer definiert. Von Morris stammen auch die für die Semiotik fundamentalen Unterscheidungen in Syntaktik, Semantik und Pragmatik.

„Auf der Grundlage der drei Korrelate Zeichenträger, Designat und Interpret in der dreistelligen Zeichenrelation lassen sich für die genauere Untersuchung einige zweistellige Relationen abstrahieren.“

Die Semantik untersucht die Bedeutung sprachlicher Ausdrücke (dies sind z. B. Wörter, Phrasen und Sätze), aber unabhängig von ihrer konkreten Äußerung. Die Pragmatik dagegen untersucht den Inhalt konkreter sprachlicher Äußerungen, also Akte, welche in einer konkreten Situation und im Zusammenhang mit einem Kontext von einem Sprecher ausgeführt werden oder von einem Hörer wahrgenommen wurden (siehe auch Zwischenmenschliche Kommunikation).

## Verhältnis zu anderen Teildisziplinen im semiotischen Verständnis von Pragmatik
Die Pragmatik befasst sich mit der Verwendung von Sprache, im Gegensatz zur Semantik, die sich auf die kontextunabhängige Bedeutung von Wörtern und die Wahrheitsbedingungen von Sätzen konzentriert. So definiert der britische Linguist Gerald Gazdar Pragmatik als „Bedeutung, abzüglich Wahrheitsbedingungen“ (meaning minus truth conditions). Eindeutige Zuordnungen von Problemen zu einem der beiden Bereiche sind meist aber nicht möglich. So ist für manche Linguisten die Semantik Teil der Pragmatik: Bedeutung ist – nach einem Satz von Wittgenstein – die Regel des Gebrauchs. Zudem berührt die Pragmatik Fragestellungen aus der Soziolinguistik und der Sprachsoziologie, die den Sprachgebrauch auf gesellschaftliche beziehungsweise soziale und kulturelle Faktoren beziehen.

## Inhalt und Methoden der Pragmatik

### Synchrone Pragmatik
Die Pragmatik untersucht, wie Sprache gebraucht wird und welche Arten von Sprachhandlungen ein Sprecher einsetzt. Austin formuliert 1962 griffig, dass in der Pragmatik Antworten auf die Frage „Wie kann ich mit Worten etwas tun?“ („How to do things with words?“) gesucht werden. Mit sprachlichen Äußerungen kann man etwas versprechen, jemandem drohen, jemanden warnen, etwas behaupten. Oft geht es gar nicht um wahre oder falsche Sachverhalte, auf die sich die Logik konzentriert. Eine Frage ist weder wahr noch falsch. Die Pragmatik ist ein Kind des 20. Jahrhunderts, sie leitet sich philosophisch von Aristoteles und der Stoa, von John Locke, Ludwig Wittgenstein in den Philosophischen Untersuchungen, von John L. Austin und John R. Searle her. In der Sprachwissenschaft können Wilhelm von Humboldt, Philipp Wegener (1848–1916) und besonders Karl Bühler als Begründer gelten.
Die verschiedenen Ansätze und Methoden lassen sich relativ schwer auf einen gemeinsamen Nenner bringen. Zu den bekanntesten Strömungen und Untersuchungsgegenständen gehören die Sprechakttheorie von John L. Austin und John R. Searle, die Konversationsmaximen von Paul Grice, die Universalpragmatik von Jürgen Habermas, die Transzendentalpragmatik von Karl-Otto Apel und die sich auf Karl Bühler berufende Funktionale Pragmatik (Konrad Ehlich, Jochen Rehbein). Die konstruktivistisch orientierte Gesprächsanalyse in der Tradition von Harvey Sacks und der Phänomenologie (Alfred Schütz, Harold Garfinkel) wird auch manchmal der Pragmatik zugerechnet, obwohl sie das Handeln nicht zentral stellt (und selten wirklich konstruktivistisch vorgeht). In der Funktionalen Pragmatik ist die Kategorie des Zwecks einer Handlung entscheidend; das Handeln ist gesellschaftlich in zweckbezogenen Handlungsmustern (beispielsweise Frage – Antwort, Aufgabe – Lösung) ausgebildet, denen ein spezifisches Wissen der Handelnden entspricht. Zweck etwa des Frage-Musters ist die Behebung von Wissensdefiziten des Sprechers.
In der Folge von Stephen C. Levinson (1983/2000) werden als Schwerpunktthemen der Pragmatik oft genannt:
- Deixis
- (konversationelle) Implikaturen
- Präsupposition
- Sprechakte
- Gesprächsanalyse (Konversationsstruktur)
- Politolinguistik

### Historische Pragmatik
Ab den 1980er Jahren kann man von der Existenz einer historischen Pragmatik sprechen. Andreas Jucker, der auch eine Bibliographie zur Historischen Pragmatik verwaltet, und Irma Taavitsainen haben als zentrales Publikationsorgan das Journal of Historical Pragmatics gegründet. Die Frage, wie ein bestimmter Sprechakt im Laufe der Geschichte verwirklicht worden ist, fällt auch in den Bereich der Onomasiologie. So hat die von Joachim Grzega, Alfred Bammesberger und Marion Schöner herausgegebene Zeitschrift Onomasiology Online ebenfalls begonnen, Artikel aus diesem Bereich aufzunehmen.

### Vorgeschichte der modernen Pragmatik
Zu unterscheiden ist die Geschichte des Ausdrucks „Pragmatik“ von der Geschichte der Theorien der mit dem Ausdruck „Pragmatik“ bezeichneten Sachverhalte.
Als Kandidaten für die Vorgeschichte der Pragmatik werden Ramón Lull oder Aristoteles genannt. Soweit ersichtlich, bleibt meist Karl Bühler unerwähnt, der schon 1934 von „Sprechhandlung“ sprach und die Bedeutung der Sprachpraxis hervorhob.

### Die Entstehung des Ausdrucks Pragmatik bei Peirce und Morris
Der Ausdruck Pragmatik geht auf Charles Sanders Peirce zurück. Aus dem von ihm entwickelten philosophischen Pragmatismus ging die linguistische Pragmatik hervor. In seiner Semiotik berücksichtigte Peirce als einen Aspekt des Zeichens die Beziehung (Relation) eines Zeichens zum Benutzer des Zeichens.
Entsprechend entwickelte Charles W. Morris die klassische Dreiteilung in Syntax – Semantik – Pragmatik: Syntax als die Beziehungen zwischen den Zeichen, Semantik als die Beziehungen zwischen dem Zeichen und ihrer Bedeutung und Pragmatik als die Beziehung zwischen Zeichen und Benutzer.
Morris definierte Pragmatik als „die Untersuchung der Beziehung von Zeichen zu Interpreten“ (the study of the relation of signs to interpreters).
Die Pragmatik wurde zunächst in der Semiotik beheimatet. Es folgte die Pragmatik im Sinne der Sprachwissenschaft. Diese wird auch linguistische Pragmatik genannt.

### Weitere Bestimmungen der Pragmatik
Lehrbuchhaft wird Pragmatik unter anderem wie folgt definiert:

„Pragmatik beschäftigt sich mit den Aspekten der Bedeutung, die über das Zeichen und seine Referenten hinausgehen: Sie schließt sowohl die Sprachbenutzer als auch kontextuelle Faktoren ein, wie die Situation, die Absicht des Sprechers oder die Strukturen einer Konversation.“

Oder – mit anderen Akzentuierungen:

„Die linguistische Pragmatik ist die Wissenschaft von den Kommunikationsprinzipien, an die Menschen sich halten, wenn sie miteinander agieren und kommunizieren.
Diesen Prinzipien folgen Sprecher oder Schreiber, um Sinn zu vermitteln, und Hörer oder Leser, um den im Zusammenhang verstehbaren Sinn aus der Menge der möglichen Deutungen zu erschließen.
Analysiert, rekonstruiert und beschrieben werden die sprachlichen Ausdrucksformen, Handlungsmuster, Formulierungs- und Deutungsstrategien, die ein kooperatives Deuten und Aushandeln des Gemeinten und Verstandenen ermöglichen.“

Für den Psychologen und Systemtheoretiker Norbert Bischof ist „Pragmatik praktisch deckungsgleich mit der ultimaten Systemtheorie“.